# Drosophila matileana
Drosophila matileana är en tvåvingeart som beskrevs av Léonidas Tsacas 2002. Drosophila matileana ingår i släktet Drosophila och familjen daggflugor.
Artens utbredningsområde är Kamerun, Kongo, Ekvatorialguinea.